# Diên Tân
Diên Tân là một xã thuộc huyện Diên Khánh tỉnh Khánh Hòa.
Xã Diên Tân có diện tích 43,65 km², dân số 2.749 người, mật độ dân số đạt 63 người/km².
Địa danh này nổi tiếng với loại nước khoáng thiên nhiên Đảnh Thạnh. Nguồn nước khoáng được khai thác ở thôn Đảnh Thạnh ở độ sâu 220m, nhiệt độ tại vòi trên 72⁰C, dưới chân núi Hòn Chuông.